# ドナルドの夏休み
『ドナルドの夏休み』（ドナルドのなつやすみ、原題：Donald's Vacation）は、ウォルト・ディズニー・プロダクション（現：ウォルト・ディズニー・カンパニー）が製作した1940年8月9日公開のアニメーション短編映画作品。ドナルドダック・シリーズの第24作である。

## あらすじ
夏休みに山でキャンプをするためにやって来たドナルド。テントを張るのにちょうどいい場所を見つけて、そこでバカンスを楽しむはずだったが・・・。

## スタッフ
- 製作：ウォルト・ディズニー
- 監督：ジャック・キング

## キャスト
| キャラクター   | 原語版               | 旧吹き替え版 | 吹き替え版 |
| -------------- | -------------------- | ------------ | ---------- |
| ドナルドダック | クラレンス・ナッシュ | 関時男       | 山寺宏一   |
| ナレーター     | -                    | 土井美加     | -          |

## 日本での公開

### 収録
- 『夢と魔法の宝石箱　ドナルドとデイジー』（VHS、ブエナ・ビスタ・ホーム・エンターテイメント）
- 『ドナルドダック・クロニクル Vol.1 限定保存版』（DVD、ブエナ・ビスタ・ホーム・エンターテイメント）